# Vale de Santarém (przystanek kolejowy)
Vale de Santarém (port: Apeadeiro de Vale de Santarém) – przystanek kolejowy w Vale de Santarém, w dystrykcie Santarém, w Portugalii. Znajduje się na Linha do Norte. Jest obsługiwany wyłącznie przez pociągi regionalne. 

## Historia
Odcinek między Virtudes i Ponte de Santana został otwarty w dniu 28 kwietnia 1858. 
Do 1945 istniała linia kolejowa do Rio Maior.

## Linie kolejowe
- Linha do Norte